# Emil Meysel

Die von Emil Meysel geleiteten Meysel-Sänger

Emil Meysel (* 23. Juni 1876 in Döbeln; † 29. März 1960) war ein deutscher Volkssänger und Humorist in Leipzig.

## Leben
Meysel zog Ende 1876 mit seinen Eltern nach Leipzig. Er lernte den Beruf des Notenstechers, später musste er aber wegen eines Augenfehlers als Pressvergolder arbeiten. Seit 1894 hatte er Auftritte als Vereinshumorist und 1906 bei den Leipziger Carola-Sängern. Ab 1. August 1907 war er Direktor seiner eigenen Gesellschaft, der „Meysel-Sänger“ in Leipzig, sowie Humorist mit selbst verfasstem Repertoire in Leipziger Dialekt und Mitglied der Leipziger Kristallpalast-Sänger.
In seinen Solovorträgen zeichnete er mit wohlwollender, nie verletzender Komik sächsische Typen wie den „Spritzenführer Schrietz“, den „Fensterputzer Läppchen“ oder den „Möbelpacker Plackholz“, die allesamt schon an ihren „sprechenden Namen“ zu erkennen waren. Mit seinem gemütlichen „Latschen-Humor“ war er die Attraktion im Programm seiner Truppe, das aus Solovorträgen, Quartettgesang, heiteren Potpourris und Ensembleszenen bestand. Neben ihm und seiner Frau Selma, die ebenfalls mitwirkte, glänzte als zweiter Tenor und Humorist im Ensemble Emil Wrann. „Liedermeister“ Edgar Eyle begleitete am Piano.
In seiner Truppe trat zeitweise der später als Schallplatten- und Rundfunkhumorist bekannt gewordene Arthur Preil auf. Die Meysel-Sänger wirkten auch bei der Jahrhundertfeier der Völkerschlacht bei Leipzig im Jahre 1913 mit.
Meysel ist nicht verwandt mit Friedrich Meysel, dem Gründer der Stettiner Sänger.

## Werke

### Stücke
- Die weisse Wand: Original-Schwank in einem Akt. Verlag R. Gleissenberg, 1910
- Die Ahnfrau auf Schloß Eisleben-Beutelhausen: Ein heiteres Spiel in 1 Akt. Verlag A. Hopfstock, 1926
- Der große Unbekannte: (Wohnen hier Naumann's?): Eine lustige Gauner-Komödie in 1 Akt. Verlag A. Hopfstock, 1926
- Das Patentschloß: Humorist. Zeitbild in 1 Akt. Verlag A. Hopfstock, 1926
- Bemmchen als Fremdenlegionär: Burlesker Schwank in 1 Akt. Verlag A. Hopfstock, 1926
- Der Juwelenraub. Eine Detektivgeschichte.  Verlag A. Hopfstock, 1927
- Hinter der Maske.  Verlag A. Hopfstock, 1927
- Das Millionenmädel. (mit Edgar Eyle),  Verlag A. Hopfstock, 1927
- Der Schatz der Atlantik. 1927
- Der arme Heinrich: Militärschwank in 1 Aufz.  Verlag A. Hopfstock, 1932
- Onkel Gulasch: Schwankoperette in 2 Akten. (mit Herbert Grunz)  Verlag A. Hopfstock, 1939
- Die Jubiläumshose: urkomische Burleske in einem Aufzug. Verlag A. Hopfstock, 1942
- Knopfloch und Hosennaht (Grotesk-Kostümduett für 2 Herren), Leipzig, Rudolf Gleissenberg, ohne Jahr

### Tondokumente
Meysel hinterließ Aufnahmen bei Grammophon, Artiphon und Tri-Ergon. Auf den Grammophon-Etiketten wird er ausdrücklich als „Mitgl. der Leipziger Kristallpalast-Sänger“ geführt.
Artiphon
- Bemmchens erste Eisenbahnfahrt : humoristischer Vortrag in sächsischer Mundart (Emil Meysel),  Leipziger Krystallpalast-Sänger. Direktor Franz Jentzsch, Artiphon Record 2734 [mx. 2734], Umseite: Die Klatschbasen
- Schornsteinfegerlehrling Ruß: humorist. Vortrag in sächsischer Mundart (Emil Meysel), Leipziger Kristallpalast-Sänger. Direktor Franz Jentzsch, Artiphon Record 2736 (mx. 2736), Umseite: Schwemmkloß als Strohwitwer
- Der flotte Maurer: humoristischer Vortrag in sächsischer Mundart (Emil Meysel), Leipziger Krystallpalast-Sänger. Direktor Franz Jentzsch, Artiphon Record 2739 [mx. 2739], Umseite: Michel Filz, der Glückspilz

Deutsche Grammophon-Aktiengesellschaft, Berlin 1927/28
- Schiffsjunge Matsch / von Meysel, Emil Meysel, Mitgl. d. Leipz.-Kristall-Palast-Sänger - am Blüthner-Flügel: H. Salomon, Grammophon 20 991  [Matrizennummer: 414 bd], weitere Nummern: B 46 725, (Etikett); B 46725 GD (Spiegel), Umseite: Anastasius Pech
- Leberecht Deibchens Erlebnisse / von Hauschild - Meysel, Emil Meysel, Mitgl. d. Leipz.-Kristall-Palast-Sänger - am Blüthner-Flügel: H. Salomon, Grammophon 20 990   [Matrizennummer: 412 bd], weitere Nummern: B 46 723 (Etikett); B 46723 R (Spiegel), Umseite: Fußballfritze als Mittelstürmer[2]
- Der Engel Schneeflocke / von Meysel, Emil Meysel - Mitgl. d. Leipz.-Kristall-Palast-Sänger - am Blüthner-Flügel: H. Salomon, Grammophon 20 989  [Matrizennummer: 410 bd], weitere Nummern: B 46 721 (Etikett); B46721R (Spiegel), Umseite: Fensterputzer Läppchen
- Spritzenführer Schrietz / von Hauschild - Meysel, Emil Meysel, Mitgl. d. Leipz.-Kristall-Palast-Sänger - am Blüthner-Flügel: H. Salomon, Grammophon 20 988  [Matrizennummer: 408 bd], weitere Nummern: B 46 719 (Etikett); B46719M (Spiegel), Umseite: Der Schuljunge
- Der Weltenbummler : Soloszene / Emil Meysel, Emil Meysel, Humorist. Grammophon 730  [Matrizennummer: 1252 BN-II], weitere Nummern: 730 B (Spiegel), Umseite: Man muss sich zu helfen wissen
- Sekundärbahnschaffner Flink : Soloszene / Meysel, Emil Meysel, Humorist. Grammophon 904  [Matrizennummer: 1253 BN II], weitere Nummern: 904 A (Spiegel), Umseite: Ein heller Sachse
- Ein heller Sachse / Meysel, Emil Meysel, Humorist. Grammophon 904 [Matrizennummer: 1254 BN II], weitere Nummern: 904 B (Spiegel), Umseite: Sekundärbahnschaffner Flink

Tri-Ergon Photo Electro Record
- Möbelpacker Plackholz : humoristischer Vortrag in sächsischer Mundart (H. Grunz - Emil Meysel) Leipziger Kristallpalast-Sänger. Tri-Ergon TE 5238 [mx. 01468 ]  TE4, Umseite: Die verschnupfte Sommerfrische
- Hausdiener Bammel : humoristischer Vortrag in sächsischer Mundart (Emil Meysel), Leipziger Kristallpalast-Sänger. Tri-Ergon TE 5239 [mx. 01470 ] TE5, Umseite: Zimmt, der glückliche Familienvater
- Schauspieler Hungermann : humoristischer Vortrag in sächsischer Mundart (Max Hauschild - Emil Meysel) Leipziger Kristallpalast-Sänger. Tri-Ergon TE 5240 [mx. 01472] TE1, Umseite: Ehemannssorgen
- Der gemütliche Alwin: humoristischer Vortrag in sächsischer Mundart (H. Grunz - Emil Meysel). Leipziger Kristallpalast-Sänger. Tri-Ergon TE 5241 (mx.01474), Umseite: Und ich immer mit - mit'n Schmidt

Wiederveröffentlichung
- Die CD „Mei Gutster, was sagste denn nu?“ (Label: Barbarossa Musikverlag (DA Music), enthält von Meysel den Vortrag „Spritzenführer Schrietz“).